# Prohibition (groupe)
Prohibition est un groupe de post-punk et post-rock français, originaire de Paris. Il est formé en 1989 par les frères Fabrice et Nicolas Laureau et Ludovic Morillon, rejoints en 1993 par Quentin Rollet. Le groupe s'arrête d'un commun accord en 1999.

## Biographie
Prohibition est formé en 1989 par les frères Fabrice et Nicolas Laureau, et Ludovic Morillon. Ils sont encouragés dès le début des années 1990 par des groupes tels que Fugazi et Les Thugs qui les invitent en tournée. Le groupe publie son premier album studio, intitulé Turtle. En 1993, ils sont rejoints par Quentin Rollet et publient cinq autres albums, fruits de nombreuses tournées en Europe et aux États-Unis.
En 1995, les frères Laureau lancent leur propre label, Prohibited Records. Cette même année, ils y sortent l'album Cobweb-Day. Le groupe se sépare d'un commun accord en 1999 pour voler vers d'autres horizons, avec la création du groupe NLF3, les projets solo Don Nino et F/Lor, les nombreux projets de Quentin Rollet qui a créé le label Rectangle avec le guitariste Noël Akchoté.
En 2015, à l'occasion des vingt ans de Prohibited Records, le groupe se reforme pour une série de concerts en France et Belgique.
A l'été 2025, à l'occasion des trente ans de Prohibited Records, une nouvelle série de concerts de Prohibition est annoncée ainsi qu'une version inédite du LP Cobweb-Day.

## Style musical
Leur musique, bien qu'ancrée dans la scène indépendante et post-punk, intègre des éléments rythmiques afro-cubains, ainsi que du sitar indien, du saxophone sur un mode Free jazz, à la manière de groupes expérimentaux tels que Can, The Ex, Blonde Redhead, ou Savage Republic.

## Discographie
- 1993 : Turtle (Distortion)
- 1994 : Nobodinside (Distortion)
- 1995 : Cobweb-Day (Prohibited Records)
- 1996 : Towncrier (Prohibited Records)
- 1997 : #5 Follow the Towncrier (Prohibited Records)
- 1998 : 14 Ups and Downs (Prohibited Records)